# Potoški Stol
Il monte Potoški Stol con 2.017 m s.l.m. è una montagna della catena delle Caravanche. Si trova sul confine tra l'Austria e la Slovenia nella parte occidentale della catena.